# ГЕС Шердінг-Нойхаус
ГЕС Шердінг-Нойхаус — одна із електростанцій на прикордонній річці Інн між Німеччиною та Австрією (федеральна земля Баварія та провінція Верхня Австрія відповідно). Розташована між електростанціями Egglfing-Obernberg (вище по течії) та Пассау-Інглінг.
Для спорудження ГЕС Інн перегородили бетонною греблею висотою 31 метри. При її спорудженні виконали земляні роботи об'ємом 4,8 млн м3, використали 275 тис. м3 бетону та 120 тис. т гранітного каміння. Біля австрійського берега встановлено дві насосні станції для відкачування води, яка фільтрується через перепону. З лівого боку греблі влаштовано п'ять водопропускних шлюзів, а з правого знаходиться інтегрований у неї машинний зал, обладнаний чотирма турбінами типу Каплан. При напорі 11,2 метри це обладнання забезпечує річне виробництво на рівні понад 0,5 млрд кВт-год.
Починаючи з 2005 року, ГЕС Шердінг-Нойхаус керується дистанційно з диспетчерського пункту на станції Браунау-Сімбах.
Станом на середину 2010-х років планувалось спорудити спеціальні канали для пропуску риби та відновлення природної біосфери річки.